# Chimarra khasia
Chimarra khasia is een schietmot uit de familie Philopotamidae. De soort komt voor in het Oriëntaals gebied.